# تيرو إيواموتو
تيرو إيواموتو (باليابانية: 岩本 輝雄) (2 مايو 1972 في يوكوهاما في اليابان – )؛ هو لاعب كرة قدم ياباني سابق كان يلعب كلاعب وسط. سبق له أن لعب مع منتخب اليابان.

## وصلات خارجية
- تيرو إيواموتو على موقع الاتحاد الدولي (مؤرشف)  (الإنجليزية)
- تيرو إيواموتو على موقع رابطة كرة القدم اليابانية للمحترفين (اليابانية)
- تيرو إيواموتو على موقع قاعدة بيانات كرة القدم.إي يو (الإنجليزية)
- تيرو إيواموتو على موقع ناشيونال فوتبول تيمز (الإنجليزية)
- تيرو إيواموتو على موقع عالم كرة القدم.نت (الإنجليزية)
- National Football Teams
- Japan National Football Team Database